# کالدول، شهرستان اورنج، کارولینای شمالی
کالدول (به انگلیسی: Caldwell) یک منطقهٔ مسکونی در ایالات متحده آمریکا است که در شهرستان اورنج، کارولینای شمالی واقع شده‌است. کالدول ۱۸۸٫۹۸ متر بالاتر از سطح دریا واقع شده‌است.